# Pessoa desaparecida
Uma pessoa desaparecida é todo ser humano cujo paradeiro é desconhecido, não importando a causa de seu desaparecimento, até que sua recuperação e identificação tenham sido confirmadas por vias físicas ou científicas, de acordo com a Lei brasileira nº 13.812/2019.
Acerca do desaparecimento de pessoas ainda persiste uma máxima cultural errônea de que para que uma pessoa seja considerada desaparecida devem ser observadas 24 horas [ou 48 horas, 72 horas]. Essa noção foi nomeada pela Delegada Cristina Coeli, da Polícia Civil de Minas Gerais, como cultura perversa das 24 horas, visto a grande importância das primeiras horas para a localização da pessoa desaparecida.
De acordo com o Mapa dos Desaparecidos no Brasil do Fórum Brasileiro de Segurança Pública (FBSP), entre 2019 e 2021 foram registrados mais de 200 mil desaparecimentos – uma média de 183 desaparecimentos diários –, tendo registrado somente 112 mil pessoas localizadas, 56% do total de casos. O número de desaparecimentos é registrado desde 2017 pelo FBSP, tendo acumulado cerca de 445 mil pessoas desaparecidas até 2022, ano em foram registrados mais de 74 mil desaparecimentos, média de 203 por dia.

## Causas de desaparecimento de pessoas
As causas do desaparecimento de pessoa são diversas, mas que podem ser agrupadas em dois grandes grupos: os desaparecimentos não-criminosos e os desaparecimentos criminosos.

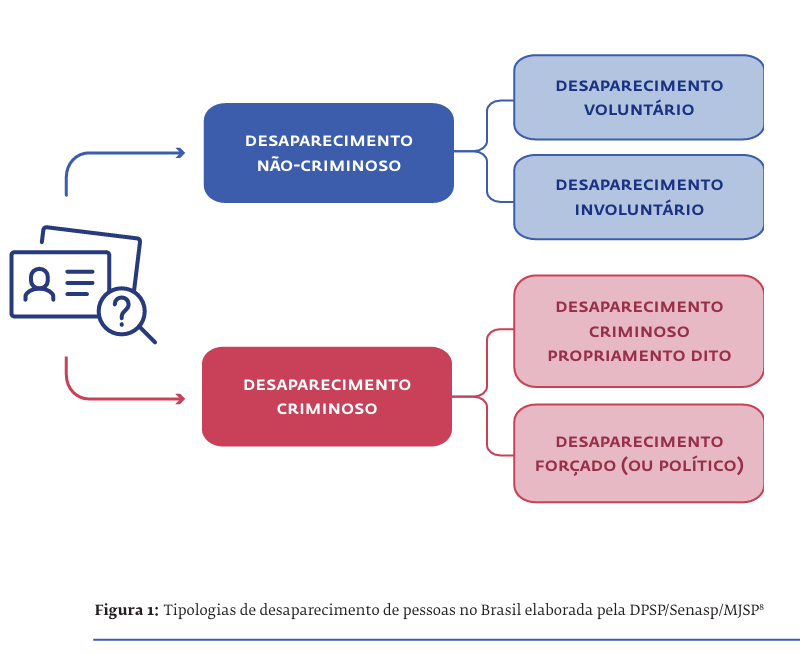
Extraído de (GUIMARÃES, 2023, p.17)

O grupo dos desaparecimentos não-criminosos pode ser resumidamente definido como aqueles em quem a pessoa se ausenta do convívio social regular sem que haja a interferência de outrem. Exemplos de ocorrências deste tipo são:
- desaparecimentos voluntários - o ausente opta, deliberadamente, por romper os laços sociais regulares sem informar a ninguém acerca de suas intenções de fazê-lo;
- desaparecimentos involuntários - A ausência se dá por razões alheias à vontade do desaparecido, sem que tenha havido a ação deliberada de outro indivíduo. Enquadram-se nesta descrição os desaparecidos em razão de desastres naturais; os sujeitos com comprometimento cognitivo/psiquiátrico (deficientes, idosos em processo demencial, amnésicos, entre outros); perdas de destino e outras situações semelhantes.

Por sua vez, nos desaparecimentos criminosos há ação direta de um terceiro no desaparecimento, fazendo com que a ausência se dê contra a vontade da pessoa desaparecida. O agente que influi ativamente no desaparecimento não é o próprio ausente, nem condições psicológicas/orgânicas ou da natureza – é um outro sujeito que o faz deliberadamente. Grosso modo, os desaparecimentos criminosos também podem ser melhor especificados em duas formas:
- desaparecimento forçado ou político: definido pela Convenção Internacional para a Proteção de Todas as Pessoas Contra o Desaparecimento Forçado como "a prisão, a detenção, o rapto ou qualquer outra forma de privação de liberdade por agentes do Estado ou por pessoas ou grupos agindo com a autorização, apoio ou aquiescência do Estado, e a subsequente recusa em admitir a privação de liberdade ou a ocultação do destino ou paradeiro da pessoa desaparecida, privando assim a pessoa da proteção da lei. Esta Convenção Internacional foi promulgada no Brasil pelo Decreto nº 8.767 de 11 de maio de 2016;[7]
- desaparecimento criminosos propriamente ditos, quando a ausência é causada por ação de agente civil – sequestros, ocultação de cadáver, cárcere privado, tráfico de pessoas, entre outros.

## Impactos e consequências do desaparecimento de pessoas
Essa distinção entre os tipos de desaparecimento sustenta também uma distinção legal de sua ocorrência. Isto porque o desaparecimento de pessoa é, penalmente, fato atípico: a isto equivale dizer que não há tipo penal que defina sua ocorrência, havendo toda uma série de protocolos e prazos próprios para sua investigação, conclusão e prescrição. Naturalmente, a existência de crime modifica este status, conforme bem definido pela Polícia Judiciária Portuguesa:
Um “desaparecimento” não constitui um crime, pelo que sempre que exista uma fundada suspeita de que tal situação seja consequência da prática de um acto criminoso, o caso concreto é classificado de acordo com o crime presumivelmente cometido e em tal âmbito investigado;
Não sendo o desaparecimento um crime, não se encontra obviamente sujeito aos prazos de prescrição de procedimento criminal, pelo que até que seja resolvida definitivamente, qualquer investigação de desaparecimento pode ser trabalhada, independentemente do tempo decorrido desde o evento, sendo correcta a afirmação de que “um desaparecimento nunca se arquiva”.
Este caráter “não-criminal” do desaparecimento de pessoas encontra-se entre os motivos apontados por diversos pesquisadores para a pouca atenção que as ausências civis recebem das instituições policiais e dos próprios agentes policiais. Exemplo típico é o esforço sempre presente, por servidores das mais diversas instituições, em protelar ao máximo o registro de desaparecimento de pessoa, por exemplo dizer ao “familiar [que] retorne apenas depois de 24 ou 48 horas, orientam que a própria família faça as buscas, ou mesmo dizem que isto não é problema da polícia e que já estão cheios de trabalhos ‘mais importantes’.”. A despeito disso, o sofrimento causado pelo desaparecimento de um familiar ou amigo não é, sob nenhum aspecto, menos impactante por não existir indício prévio de crime:
A pessoa desapareceu, mas não necessariamente para sempre. Para os membros da sua família, essa incerteza é fonte de um sofrimento indescritível. Muitas vezes, os familiares se aferram à crença de que a pessoa desaparecida está viva até que se prove definitivamente o contrário. Aguardam, alimentando a esperança de que ela voltará para casa. Muitos precisam ver o corpo ou restos mortais possíveis de serem identificados antes de aceitar que a pessoa desaparecida está morta.
Se consideramos a possibilidade de que um desaparecido seja uma pessoa morta, nossa atenção desloca-se para uma categoria inteira de indivíduos que, não estando diretamente atrelada à de pessoas desaparecidas, mantém com ela ligação muito próxima: a de pessoas desconhecidas. Trata-se de indivíduos, vivos ou mortos, cuja qualificação (nome, local de origem, familiares...) encontra-se prejudicada por qualquer motivo. Para o Conselho Nacional do Ministério Público, ele é um:
[...] “potencial desaparecido” aquela pessoa localizada em circunstâncias que não permitam saber sua real identificação, podendo ser uma das pessoas cujo desaparecimento foi notificado, bem como pessoas localizadas sobre as quais haja incerteza acerca de ser de conhecimento de seus familiares, sua localização ou paradeiro.
Para o antropólogo Patrick Rezende, cuja pesquisa de mestrado foi dedicada à relação entre pessoas desaparecidas e cadáveres não identificados (desconhecidos) em Belo Horizonte, a ligação entre uns e outros é ainda mais estreita:
Tendo em vista que um desconhecido é um desaparecido em potencial (e vice-versa), o cruzamento das informações produzidas [nos institutos médico-legais] com aquelas oriundas da [unidade policial dedicada à pessoa desaparecida] poderia resultar na identificação de alguns corpos (ou na localização de algumas pessoas).
Um corpo não identificado e que em vida foi dado como desaparecido é apenas uma possibilidade de solução de um caso de ausência, mas é uma solução (que será apenas o momento inicial de uma nova investigação, agora com o objetivo de esclarecer as condições que levaram o indivíduo a óbito). Entretanto, se os procedimentos de investigação de pessoas desaparecidas, principalmente no Brasil, ainda são precários, o cruzamento de informações com casos de pessoas desconhecidas ainda engatinham.

## No Brasil
No Brasil, são principalmente seis os normativos legais que tratam do tema de pessoas desaparecidas:
- Lei nº 11.259, de 30 de dezembro de 2005,[13] determinou a obrigatoriedade da investigação imediata do desaparecimento de crianças e adolescentes;
- Lei nº 12.127, de 17 de dezembro de 2009,[14] que criou o Cadastro Nacional de Crianças e Adolescentes Desaparecidos;
- Lei nº 12.393, de 04 de março de 2011,[15] que instituiu a Semana de Mobilização Nacional para Busca e Defesa da Criança Desaparecida (de 25 a 31 de março);
- Lei nº 13.812, de 16 de março de 2019,[1][a] Principal normativo nacional sobre a temática de pessoas desaparecidas. Deu contornos mais amplos ao tema, além de instituir a Política Nacional de Busca de Pessoas Desaparecidas e criar o Cadastro Nacional de Pessoas Desaparecidas (sem recorte etário);
- Decreto nº 8.767, de 11 de março de 2016,[7] que promulgou no país a Convenção Internacional para a Proteção de Todas as Pessoas contra o Desaparecimento Forçado, assinada pela República Federativa do Brasil em 6 de fevereiro de 2007;
- Decreto nº 10.622, de 09 de fevereiro de 2021,[16] Responsável por operacionalizar a Lei nº 13.812, de março de 2019. Neste decreto, o Ministério da Justiça e Segurança Pública (MJSP) é designado, através da Secretaria Nacional de Segurança Pública (Senasp), como Autoridade Central Federal (ACF) da Política; institui o Comitê Gestor da Política Nacional de Busca de Pessoas Desaparecidas (CG-PNBPDes), com a definição de seus participantes; descreve o rol de áreas de atuação da política; e estabelece as responsabilidade do MJSP para a implementação, coordenação e atualização do Cadastro Nacional de Pessoas Desaparecidas, em cooperação com os entes federados.

### Brasil
- Governo do Brasil - Serviços -  Consultar pessoa desaparecida
- «Desaparecidos - Polícia Civil de Minas Gerais»
- «Pessoas desaparecidas - Polícia Civil do Rio de Janeiro»
- «Viver com a ausência: Ajuda às famílias dos desaparecidos»
- «É preciso esperar 24 horas para registrar um desaparecimento?»
- «Três ensaios sobre o desaparecimento de pessoas a partir de manifestações culturais»
- «Sobre desaparecimento de pessoas, adolescência e… machismo»

### Portugal
- «Portal de pessoas desaparecidas da Polícia Judiciária de Portugal»

- «Crianças e menores desaparecidos: Alguns procedimentos a adotar»